# Basick
Basick（1986年8月12日—），是一位韓國流行音樂饒舌歌手及詞曲作家。2015年參加Mnet節目《Show Me The Money 4》獲得冠軍。

## 音樂作品

### 迷你專輯
| 迷你專輯 | 專輯資料                                                                                                  | 曲目 |
| 2nd      | 《Nice》 - 發行日期：2015年10月5日 - 唱片公司：Rainbow Bridge World - 發行公司：CJ E&M MUSIC - 語言：韓語 | 曲目 1. Can`t Find Love(Feat. 김새한길) 2. Bottom 3. Nice(Feat. G2, 華莎 Of MAMAMOO) 4. Sunday In My Bedroom(Feat. B.O.) 5. 난 누구(Feat. Marvel.J) 6. Hunnit(Feat. InnoVator) 7. DJ(Feat. Sleepy, Dope'Doug) 8. Nice (Radio Edit.)(Feat. G2, 華莎 Of MAMAMOO) |

### 數位單曲
| 數位單曲 | 專輯資料 | 曲目                                                                                                   |
| 9th      | 《베이식 X 릴보이》 - 發行日期：2015年10月5日 - 唱片公司：Rainbow Bridge World - 發行公司：LOEN娛樂 - 語言：韓語 - 備註：與Lil Boi合唱 | 1. 연락해(Feat. 華莎) 2. 돈돈돈 3. Watch Out                                                           |
| 10th     | 《그집앞》 - 發行日期：2016年1月26日 - 唱片公司：Rainbow Bridge World - 發行公司：CJ E&M - 語言：韓語                                  | 1. Dominant（页面存档备份，存于） 2. 그집앞 (Feat. 金鎮浩 Of SG Wannabe) 3. 빈집（页面存档备份，存于） |
| 16th     | 《조영수 All star》 - 發行日期：2017年7月5日 - 唱片公司：Nextar Entertainment - 發行公司：Genie Music - 語言：韓語 - 備註：與Kassy合唱 | 1. 별똥별 (See you in heaven)（页面存档备份，存于） 2. 별똥별 (See you in heaven) (Inst.)              |

### 合作歌曲
| 發行日期       | 歌曲名稱                                     | 收錄專輯                          | 合作歌手                   |
| 2015年8月1日   | MY ZONE（页面存档备份，存于）                | 《Show Me The Money 4 Episode 2》 | Black Nut、Microdot、San E |
| 2015年8月15日  | GXNZI（页面存档备份，存于）                  | 《Show Me The Money 4 Episode 4》 | Vasco                      |
| 2015年8月22日  | Stand Up（页面存档备份，存于）               | 《Show Me The Money 4 Episode 5》 | Mamamoo                    |
| 2015年8月29日  | 好日子（页面存档备份，存于）                 | 《Show Me The Money 4 Episode 6》 | Gummy                      |
| 2015年9月5日   | I'm The Man（页面存档备份，存于）            | 《Show Me The Money 4 Episode 7》 | Verbal Jint、San E         |
| 2015年10月13日 | Go The Limit                                 | 《Go The Limit》                  | Kiggen of Phantom          |
| 2015年10月14日 | Up All Night (밤을 새)（页面存档备份，存于） | 《밤을 새》                       | 許閣                       |
| 2015年11月13日 | 말아봐 (MARABA)                              | 《말아봐》                        | Yasu                       |
| 2016年1月20日  | OX（页面存档备份，存于）                     | 《R.EBIRTH》                      | Ravi                       |
| 2016年9月6日   | pink funk                                    | 《mom's favorite》                | InnoVator                  |
| 2018年9月4日   | Touch（页面存档备份，存于）                  | 《Touch》                         | Sori                       |

### OST
| 發行日期      | 歌曲名稱                       | 戲劇 / 節目名稱 | 合唱歌手            |
| 2016年8月11日 | 환상 속의 그대                 | W－兩個世界     | Inkii               |
| 2016年9月24日 | Together（页面存档备份，存于） | 吃睡吃          | 鄭采妍、承希、Janey |
| 2016年9月24日 | 운명처럼 (像命運一樣)          | Man to Man      | 朴寶藍              |
| 2019年4月7日  | 들려줘 (聽聽吧)                | 自白            | 宋枝恩              |

## 引用資料
1. ↑  .   [2017-12-01]. （原始内容存档于2017-06-06）.

## 外部連結
- Basick的Instagram帳戶